# Harald II. (Dänemark)

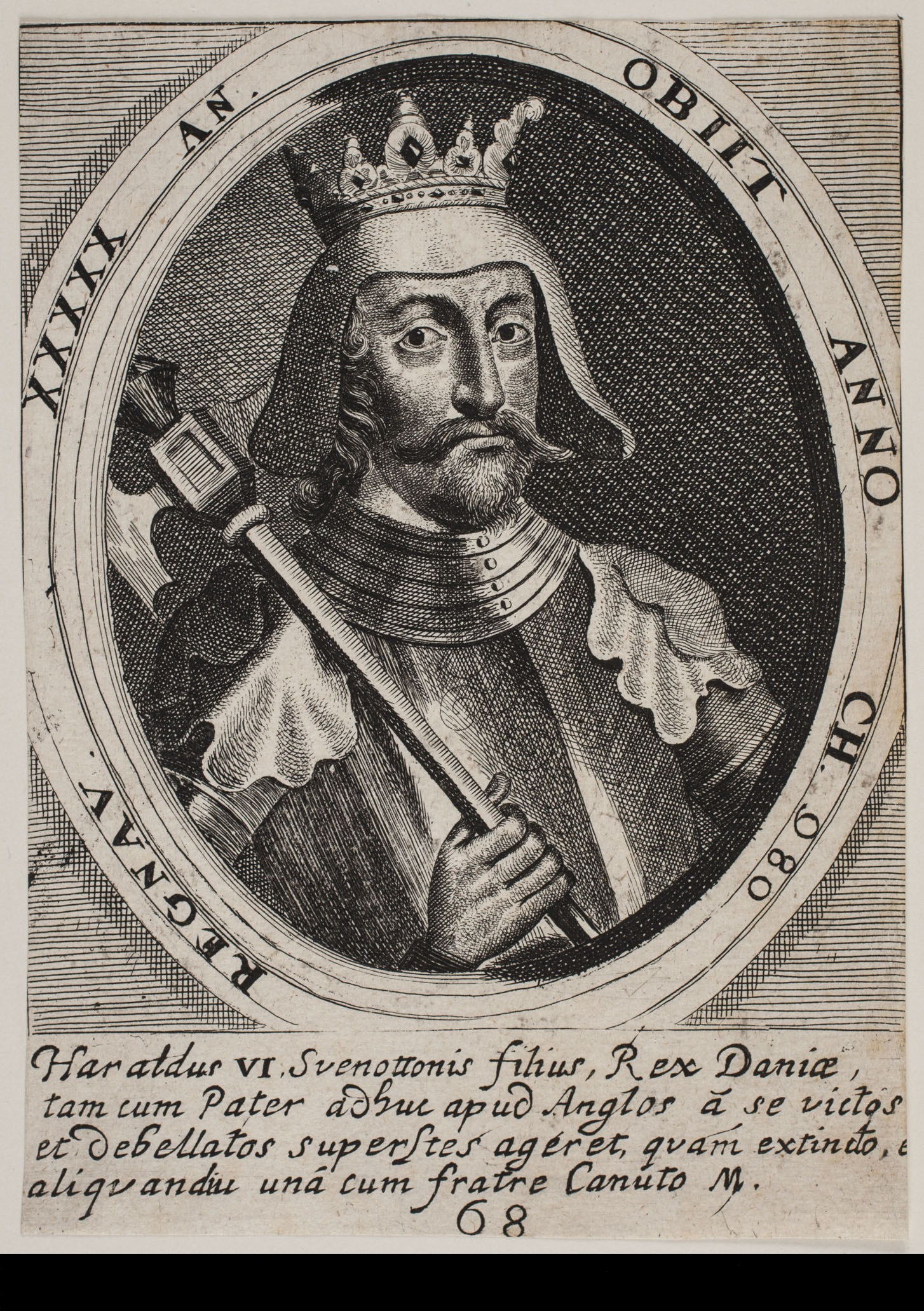
Harald II. in einer Darstellung von Albert Haelwegh aus 1646

Harald II. von Dänemark (* ca. 995; † 1018) war von 1014 bis 1018 König von Dänemark.

## Leben
Harald war der älteste Sohn von Sven Gabelbart und vermutlich Sigrid der Stolzen und folgte Sven 1014 als König von Dänemark. Nach seinem Tod 1018 folgte ihm sein Bruder Knut in Dänemark.